# Lycée Gay-Lussac
Pour les articles homonymes, voir Lycée et Gay-Lussac.
Le lycée Gay-Lussac, couramment surnommé Gay-Lu, est un lycée d’enseignement général et technologique, situé dans le centre-ville de Limoges (Haute-Vienne), entre le boulevard Georges-Périn, la place Wilson, la rue du Collège et la place Saint-Pierre.
Il porte le nom du physicien et chimiste, né à Saint-Léonard-de-Noblat. Ouvert au XVIe siècle, il est par conséquent le plus vieil établissement d’enseignement public de Limoges.
Bien qu'il fût l'un des deux seuls lycées de la capitale limousine à ne proposer que des filières générales (ES, L et S) avec le lycée Léonard-Limosin, il proposait depuis la rentrée 2016 une filière technologique (STMG) ainsi que des classes ouvertes aux élèves de plusieurs nationalités différentes arrivant en France.

## Histoire

### Le collège
Le lycée fut fondé en 1525 par les consuls de Limoges, mais n'ouvrit effectivement qu'en 1583.
Il est confié aux Jésuites quinze ans plus tard, sous le nom de Collège Sainte-Marie ; avec la suppression de l'ordre en 1762, il passe sous le giron du royaume, prend le nom de « collège royal de Sainte-Marie de Limoges », et il est fortement restructuré[réf. nécessaire].

#### AuXVIesiècle: quelques évènements
À partir de 1525, pendant la construction des bâtiments, les « étudiants » suivent l’enseignement secondaire donné rue des Ecoles.
Deux membres de la famille Dorat illustrent les premières années du collège de Limoges ; c’est dans ce collège que Jean Dorat a probablement étudié, alors qu’il avait dépassé ses quinze ans (il est né en 1508 et le collège a commencé à exister en 1525) ; et ce collège est aussi un établissement d’enseignement auquel Martial Disnemandi, dit Dorat, père ou oncle de Jean Dorat, a apporté son appui, avec les autres consuls de la ville de Limoges ; en effet, ces consuls ont pris la décision, à cette époque-là, de recruter, pour le collège de Limoges, des prêtres, en retirant aux chanoines du chapitre de Saint-Etienne le privilège de l’enseignement.
Jean Dorat a donc effectué des études au collège de Limoges et il a perfectionné à Limoges son éducation littéraire ; il s’est rendu à Paris en 1537, il y est devenu professeur de culture grecque et latine ; Jean Dorat a eu comme élèves au collège de Coqueret, à Paris, des étudiants originaires de Limoges comme Siméon Du Boys, né à Limoges en 1536, qui avait peut-être lui-même été élève du « Collège des Consuls » de Limoges).
L’ouverture du Collège, retardée par l’épidémie de peste et les guerres de Religion, a lieu en 1583.
L’établissement datant de 1583 comprend un corps de bâtiment dont les fondations et certaines murailles se retrouvent dans la partie monumentale du lycée actuel, ainsi qu’une chapelle dont les deux clochetons, portant la date 1583, subsistent encore. Le premier principal est M. Malherbaud, assisté de six régents, tous prêtres séculiers.
Guillaume Malherbaud, théologal de la cathédrale, docteur en Sorbonne, né dans la paroisse de Folles en Limousin (Folles est une commune de Haute-Vienne, située à l'est de Bessines-sur-Gartempe), était homme de grande érudition. Ce savant avait publié à Paris, en 1566, les légendes de saint Pierre et saint Paul, attribuées à saint Lin, successeur des apôtres, et avait ainsi signalé à l'attention publique ces pièces, qui depuis furent insérées dans la collection des Pères de l'Eglise. Déjà Guillaume Malherbaud avait dirigé avec succès, pendant plusieurs années, le collège de la ville de Chartres. À la prière des consuls, il consentit à prendre la conduite du collège de Limoges. Les écoles s'ouvrirent, et six régents, sous la haute direction du principal, se partagèrent le cours des études. Tant que vécut Malherbaud, le collège prospéra.
En 1598, le chapitre de la cathédrale confie l’administration du collège aux Jésuites. Le contrat passé le 27 novembre entre le R.P. François Solier, supérieur, d’une part, l’évêque, le lieutenant-général du royaume, d’autre part, avec la signature de deux élèves : Mouret et Manent. On assiste à une rapide extension du collège, avec 32 professeurs et 1100 élèves. Le régime est celui de l’externat.

#### AuXVIIesiècle: quelques évènements

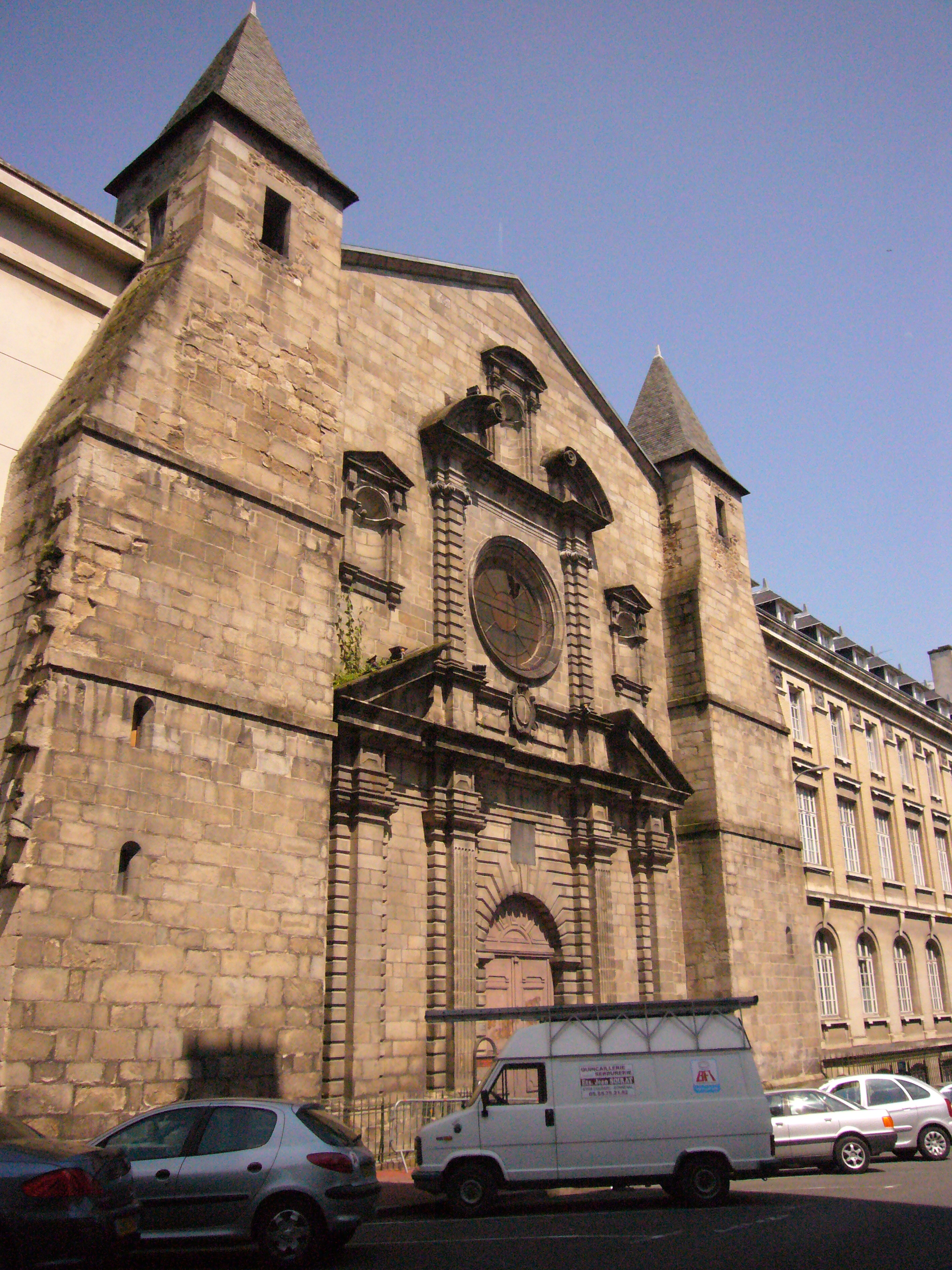
La chapelle du collège des Jésuites.

Dans les années 1615-1621, sont construits les bâtiments en bordure de la rue du Collège où se trouvait l’oratoire de la Congrégation des élèves. De là provient l’autel qui orne actuellement la chapelle latérale de Saint-Pierre-du-Queyroix.
En 1629, est construite la chapelle actuelle, dite « des Jésuites », sur l’emplacement de la première chapelle effondrée en 1607. Cette chapelle a longtemps servi de salle de gymnastique ; elle abrite un beau retable du XVIIe siècle.
En 1655-1656, est édifié le bâtiment perpendiculaire à la rue du Collège, sur la place Saint-Pierre. En 1680-1685, est construit le bâtiment qui longe l’église Saint-Pierre et qui touchait les murailles de la ville, non loin de la porte Tourny. En 1685, est élevée la porte avec ornements donnant sur la rue du Collège, ancienne porte d’entrée du Collège.
La chapelle de 1629, construite pour le collège des Jésuites, est désaffectée au culte depuis 1914. Elle abrite depuis 1907 un retable du XVIIe siècle, provenant de la chapelle de l’ancien hôpital. Cette chapelle a servi de gymnase depuis 1926, et, dans les années 1980 à 1995, outre son usage sportif, elle a servi de salle d’exposition pour les biennales internationales de l’émail de Limoges. Cette chapelle a été construite de 1607 à 1629 ; le retable a été réalisé en 1686 par le menuisier Jean Yvert et le sculpteur Jean Biziou.
Il y a lieu de situer le début du « roman du retable » en 1686, année où est demandée à Jean Biziou et à Jean Yvert la réalisation d’un retable pour la chapelle de la Mission de l'hôpital général de Limoges.
Ce « roman du retable » a connu, en plus de trois siècles, décennie après décennie, de multiples épisodes, et ce roman n’est pas, de nos jours, terminé.
Le retable a été installé dans la chapelle du lycée Gay-Lussac (ancien collège des Jésuites) en 1907, alors que la chapelle de la Mission de l'hôpital général devait être détruite.
Quelques années plus tard, le retable voit la chapelle du lycée désaffectée (en 1914).
Puis, en 1926, le retable voit arriver dans la chapelle des lycéens qui pratiquent le grimper à la corde lisse, le hand-ball, le saut de cheval, etc., car la chapelle sert de gymnase depuis cette époque.
Ce retable, orné de 2 statues colossales : le Christ, la Vierge, a été l’œuvre de  Jean Biziou (sculpteur), Jean Yvert (menuisier), Jean Fournié (sculpteur), Martin Bellet ; si l’on s’intéresse plus particulièrement au tableau qui orne la partie centrale du retable, cette œuvre est de la main du peintre Granaud Jérôme II, dit Granaud le Jeune, et elle date de 1687 ; le thème en est la Descente du Saint Esprit ; on voit dans cette peinture (dissimulée actuellement derrière une paroi de planches) la Vierge, un groupe de femmes levant les yeux au ciel, un personnage enveloppé dans un manteau, un jeune homme regardant la Vierge, les apôtres assis ou agenouillés. Le retable est depuis 1907 classé aux Monuments historiques au titre des objets.
Cette peinture de Granaud le Jeune paraît s’inspirer du tableau de Charles Le Brun « La Descente du saint Esprit », sans doute par l’intermédiaire d’un tableau de la chapelle du séminaire des Ordinands de Limoges qui était inspiré par le tableau de Le Brun.

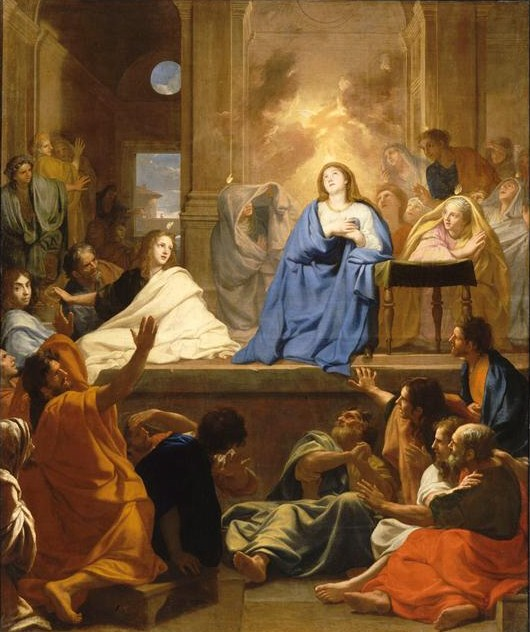
La Descente du Saint Esprit, œuvre de Charles Le Brun, datée de 1654, a servi d'inspiration pour la peinture du retable du lycée.

Les activités de pédagogue et d’écrivain de Pierre Josset, né à Bordeaux en 1589, mort à Tulle en 1663, et qui a été longtemps professeur de Rhétorique au Collège de Limoges, illustrent la situation qui était celle de cet établissement au XVIIe siècle et dans la première moitié du XVIIIe siècle ; la qualité de l’enseignement était élevée, et des enseignants publiaient leurs écrits, comme le fait Pierre Josset, qui publie, en 1650, à destination de ses élèves, un traité de rhétorique, un long poème, en vingt-deux chants, intitulé « Rhetorice ». Cet ouvrage, imprimé à Limoges, le 8 mai 1650, par Antoine Barbou, typographe du roi, de la ville et du collège de Limoges, est écrit, bien entendu, en latin. Il permet de voir que les connaissances de ces Jésuites, professeurs au collège, faisaient d’eux des intellectuels de haut niveau ; ainsi, sur l’un des sujets traités dans son ouvrage par Pierre Josset, la conformation particulière de la tête des futurs orateurs, en lien avec la constitution physique de l'enfant dont il doit faire plus tard un orateur, le professeur jésuite démontre l’étendue de ses connaissances. Josset doit avoir lu Hippocrate qui, dans un de ses ouvrages parle de la déformation artificielle et volontaire du crâne chez des peuples des bords de la mer Noire. Il doit également connaître les pratiques qui existaient dans la France de l’époque, en Limousin, et, plus largement, en Aquitaine, comme cette tradition qui consistait à coiffer les nourrissons d’un tissu serré, pour obtenir une déformation crânienne (on connaît, par exemple, la « déformation toulousaine »). Voici un extrait, tout à fait étonnant, du Premier livre, « De prima futuri oratoris œtatula », de l’ouvrage de Pierre Josset, traduit par E. Blanchard, docteur en médecine, membre de la Société Archéologique, à Limoges :

« Mais voici que le temps de l’enfantement est venu : l'enfant naît.
Accoucheuse fidèle, aide-le ; façonne-lui des membres élégants,
Des articulations souples et flexibles.
Quoique la nature bienfaisante lui ait donné, dans le sein de sa mère,
Et le port et la physionomie ; quoiqu'elle ait déjà déterminé la forme de la tête
Et la configuration des membres, toi cependant, de tes mains habiles,
Ne laisse pas d'ajouter une grâce plus parfaite ; apporte
Des embellissements à la forme naturelle; et, si cette forme n'était pas belle,
Corrige-la : elle se laissera plier entre tes doigts comme de la cire molle.
Donc, nourrice fidèle, façonne la tête de tes mains habiles, cette tête
Qui contiendra plus tard tant de choses et tant de richesses : qu'elle n'ait pas
Une forme entièrement sphérique : qu'elle ne se développe pas en un cercle parfait :
A la vérité, cette forme va bien à la masse cérébrale,
Mais elle n'offre pas une place assez vaste pour la mémoire (nécessaire à l'orateur).
Que la tête de notre enfant soit donc un peu longue ;
Que, par derrière, elle aille légèrement en pointe, comme le bout d’une courge :
Il y aura alors un vaste champ, un lieu spacieux pour loger la mémoire.
Que le front, demeure certaine de l'intelligence parvenue à sa maturité,
Ne prenne pas la forme d'un cercle étroit, ce qui est l'indice d'un esprit léger ;
Mais qu'il aille se développant comme une surface plane,
Mais légèrement renflée du côté où s'implantent les cheveux. »

#### AuXVIIIesiècle: quelques évènements
En 1762, l’ordre des Jésuites est supprimé. De nouveau, le Collège est administré par des prêtres séculiers.
Dans la période qui est celle du Collège Royal, trois personnes occupent la position de principal, M. Jean Pouyat (de 1763 à 1782), M. Jean-Baptiste Vitrac (en 1782), M. Pierre Martin (de 1782 à 1791) ; la personnalité de Jean-Baptiste Vitrac illustre le rôle que le collège joue à cette époque ; Vitrac a été l’élève du collège, à l’époque où il était dirigé par les Jésuites ; il a été ensuite professeur dans ce même collège ; il est, enfin, devenu principal du collège en 1782.
À l’époque où Jean-Baptiste Vitrac occupe la chaire d’humanités, à partir d’octobre 1769, il est amené, en sa qualité de professeur d’humanités, à prononcer des discours publics, à la fin de chaque deuxième année (en alternance avec le régent de troisième) ; l’une des personnes à laquelle l’abbé Vitrac a consacré, sous la forme d’un « éloge », un tel discours, le 22 août 1774, est Marc-Antoine Muret ; voici un court extrait de ce discours, dans la forme où cet éloge a été publié en librairie ; on y voit l’abbé de Limoges mettre en avant les personnages illustres du Limousin :

« O mes Concitoyens ! C'est un Compatriote que je vais louer. J'ose devenir l'interprète de ma patrie. Jamais je ne fus si sensiblement touché de la médiocrité de mes talents ; mais j'aime à me persuader que le zèle pour notre gloire commune me donnera de l'énergie et m'obtiendra de l'indulgence.
L'atmosphère ne fait pas tout ni sur les esprits, ni sur les caractères. II n'est point de contrée si peu favorisée de la nature qui ne puisse avoir ses génies et ses héros. (…)
Je me contenterai de peindre Muret et ses connaissances. Dans un climat (note : ici, l’abbé Vitrac cite les Limousins suivants qui « ont prouvé par leurs talents que les belles lettres sont de tous les pays » : Jean Dorat, le théologien Jacques Merlin, Antoine Varillas, Étienne Baluze, François-Joseph de Beaupoil de Sainte-Aulaire, le Père Honoré de Sainte-Marie, Henri François d'Aguesseau, Pierre de Montmaur, Jean-Baptiste Joseph de Sahuguet d'Amarzit d'Espagnac, Jean-François Marmontel) que des préjugés destructeurs de l'émulation et des talents qu'elle enfante, dans une région qu'une prévention avilissante pour notre patrie, regarde comme une terre que les beaux-arts ne sauraient habiter, Muret, par la seule force de son génie, s'élève à l'intelligence exacte de l'élégance et de la précision de la langue d'Athènes, de la délicatesse et de l'harmonie de celle de Rome. II ne  dût rien à l'éducation, qui fait tout chez les hommes vulgaires et presque rien dans les âmes sublimes. »

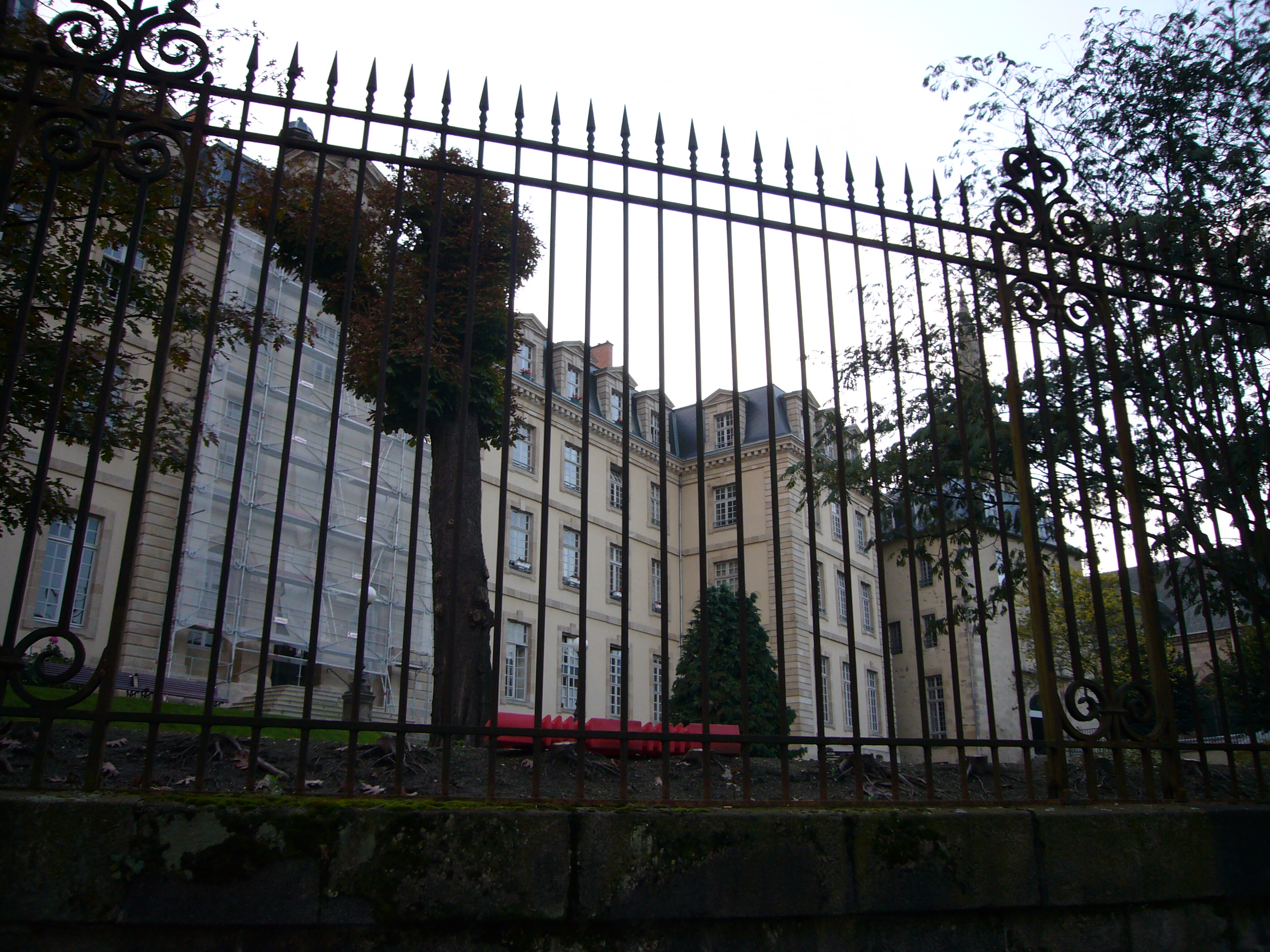
La façade du lycée donnant sur le boulevard Georges-Périn, édifiée en 1767 par Joseph Brousseau.

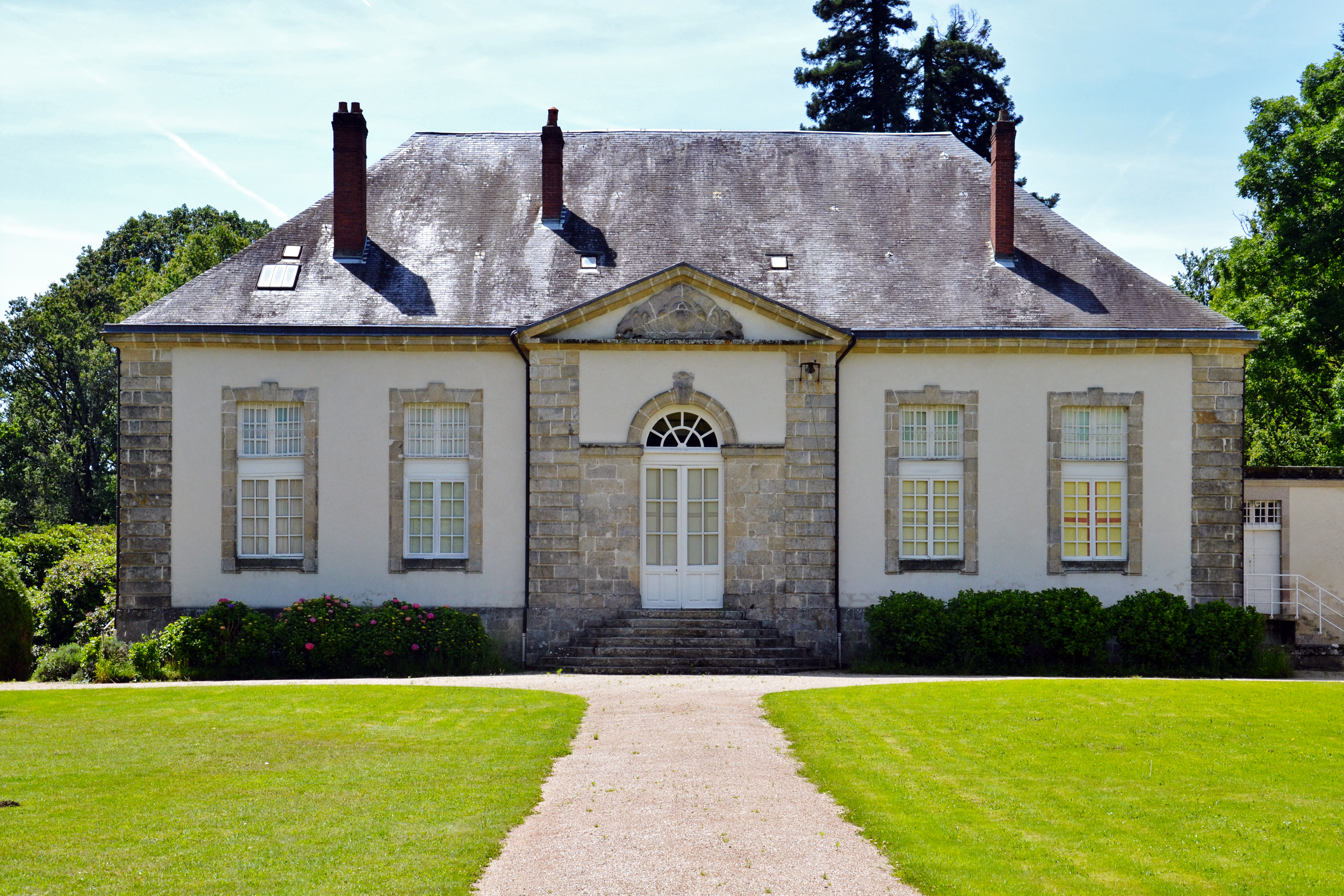
Le château de Beauvais, à Landouge, sur la commune de Limoges, édifié en 1765, par Joseph Brousseau, est contemporain du lycée.

En 1767-1777, sont conduits les travaux de reconstruction du bâtiment monumental en façade sur le jardin et l’aménagement de la grande entrée actuelle. L’effectif des élèves décroît.
Dans les années 1760, au moment où les Jésuites doivent quitter le collège de Limoges (en 1762), et où les consuls de la ville, en accord avec l'évêque, Louis Charles du Plessis d'Argentré, font le choix de membres du clergé diocésain pourvus de diplômes pour instruire les élèves, la question de la rénovation des bâtiments du collège est posée ; en 1763, un des corps de logis du collège est abattu, et l'architecte Joseph Brousseau est choisi pour édifier le bâtiment qui se dressera en façade au-dessus du boulevard du Collège (boulevard Georges Périn actuel) ; l'architecte limougeaud, fils de Jean Brousseau, charpentier, et qui a appris les métiers des bâtisseurs, comme la taille de la pierre, en Creuse, s'est vu confier par l'évêque, en 1766, un autre chantier, celui du Palais de l'Évêché de Limoges ; pour le collège, Brousseau fait le choix d'un bâtiment simple, sobre, que d'aucuns jugent austère.
Ce choix architectural avait déjà été celui fait par Joseph Brousseau lorsqu'il avait édifié, quelques années avant d'œuvrer pour le « collège royal », statut possédé de 1763 à 1792, pour d'autres châteaux ou palais en Limousin, comme le château de Sainte-Feyre, en Creuse, le château de Beauvais, près de Landouge ou le palais de l'Evêché de Limoges.

### De la Révolution à nos jours
Le lycée fut le théâtre de la réunion des États Généraux du Limousin, dans l'enceinte de la chapelle, le 16 mars 1789.
Privé de revenus, le lycée ferme ses portes en 1792, après avoir accueilli dans la salle d'exercices la Société des amis de la Constitution, fondée par l'ancien maire Jean-Baptiste Nieaud.
Rouvert par le Directoire, il devient « école centrale », puis « lycée impérial » sous Napoléon Ier.
Redevenu royal avec la Restauration, il prend enfin le nom qu’on lui connaît en 1890.

#### A laRévolution: quelques évènements
On[Qui ?] a gardé le souvenir d’une curieuse[non neutre] pétition par laquelle, le 28 juin 1791, des « étudiants du Collège National » demandaient aux pouvoirs publics de leur accorder les vacances le 14 juillet, au lieu du 1er août, et « promettent de rentrer, s’il le faut, quelque temps avant la Toussaint ».
En 1792, on peut relever que les professeurs manquent et que les élèves sont au nombre de 17 seulement. On licencie le Collège. Le grand réfectoire sert aux réunions des clubs politiques ; la chapelle, ornée d’une pyramide, sert à la célébration des cérémonies publiques.
Le 5 mars 1797, est solennellement ouverte l’« Ecole Centrale » qui succède au « Collège National ». Le maréchal Jourdan est invité, mais il est grippé et il ne peut assister à la cérémonie. Les professeurs sont laïques et logent dans l’établissement. Il y a, à cette époque, 140 externes et 60 pensionnaires.

#### Au Premier Empire: quelques évènements
Le 31 août 1804, a lieu la dernière distribution des prix de l’Ecole Centrale, qui va devenir lycée, et c’est un professeur, Jean Foucaud, qui prononce le discours d’usage.
Le 11 octobre 1804, a lieu l’ouverture solennelle du Lycée impérial, en présence de l’évêque, du préfet, du maire, de toutes les autorités. La cérémonie se déroule dans la chapelle du lycée. Lors de cette cérémonie, le premier proviseur du lycée, Joseph-Hyacinthe de Gaston, ancien officier de cavalerie, et traducteur de L’Enéide, prononce un discours. Une note parue le 1er novembre 1804 dans le « Journal de Limoges » enjoint aux élèves, sous peine de sanction, « de ne pas sortir seuls dans les rues de Limoges ».
Le premier proviseur dans l'histoire du lycée de Limoges, Marie-Joseph-Hyacinthe de Gaston, ancien capitaine de cavalerie, traducteur de Virgile, s'intéressait à la poésie, et il a publié une « Ode sur le rétablissement du culte », parue en l'an XI-1802, dans laquelle on trouve cette évocation d'un Cyrus dont le poète attend la venue :

« Et Cyrus, malgré les obstacles
Qui s'opposent à ses desseins,
Dans Jérusalem consolée
Bientôt, sur sa base ébranlée
Relèvera le saint des saints. »

Au concours public de la distribution des prix de 1804-1805, on relève, parmi les noms d’élèves, les noms de famille suivants : Cruveilhier, Delouis, Talabot, Ardant, Tarnaud, Dalesme, de Limoges ; Gondinet, Bonhomme, Magrangeas, Laborderie, de Saint-Yrieix ; Chareyron, de Bellac ; Périgord, de Rochechouart[réf. nécessaire].

#### AuXIXesiècle: quelques évènements

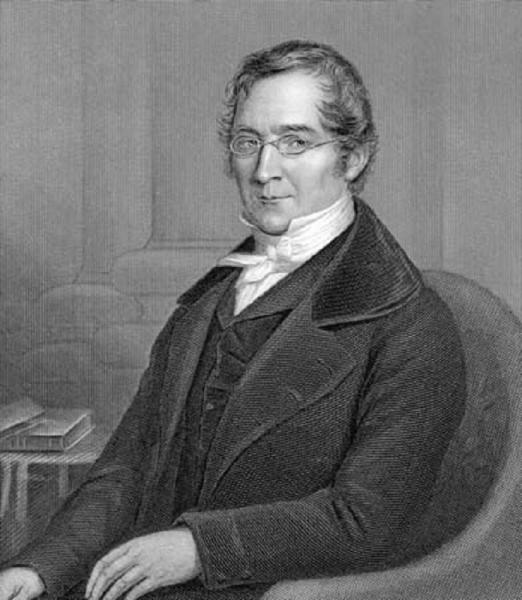
Louis Joseph Gay-Lussac ; gravure non datée.

On note une grosse affluence d’élèves au Lycée Impérial ; à ce Lycée Impérial succèdent, tout au long du XIXe siècle : le Collège Royal, sous la Restauration, puis le Lycée Impérial à nouveau, puis le Lycée National.
En 1806, est construit le bâtiment en bordure de la rue Porte-Tourny.
À partir de la fin du XIXe siècle, et l'avènement de la Troisième République, le lycée commence à entretenir une nécessité de tradition commémorative autour des symboles républicains et citoyens. Ainsi, l'association des anciens élèves du lycée, créée en 1877, en apparaît comme le principal instigateur. C'est à son initiative que le premier monument aux morts de l'établissement est inauguré le 21 juin 1877.
C'est en février 1889 qu'un décret est signé par le président de la République, Sadi Carnot, né à Limoges en 1837, pour attribuer le nom de Gay-Lussac au lycée de garçons de Limoges ; on peut voir là, à cette époque où la France se relève de la défaite de 1870, la volonté de s'affirmer face à la Prusse, et de mettre en avant les gloires nationales, dans le domaine des sciences et des techniques qui a pris de l'importance en cette fin du XIXe siècle, domaine dans lequel la capitale du Limousin entend exceller.

#### AuXXesiècle: quelques évènements
En 1906, est installée une annexe du Lycée dans les locaux de l’ancienne préfecture, place Saint-Michel.
En 1934, est inauguré un bâtiment remarquable par son installation scientifique, en bordure de la place Wilson.
Les deux campaniles et le portail d’entrée du XVIIe siècle sont inscrits aux Monuments historiques depuis le 16 décembre 1936.
Pendant la Seconde Guerre mondiale, il sert d'asile pour des dizaines de garçons juifs et alsaciens réfugiés, aidés par l'action du proviseur Joseph Storck, lui-même originaire d'Alsace, en poste à Gay-Lussac de 1938 à 1944. Son cabinet fabrique des faux papiers durant l'Occupation. Il viendra également au secours des lycéens qui seront emmenés au camp d'internement de Nexon. En effet, en 1943, de jeunes résistants, élèves du lycée, se réunissent en un mouvement, le 17e barreau, qui a fait l'objet d'un film documentaire écrit par Guy Girard et Guillaume Coudray, diffusé en 2008 sur France 3, et édité en DVD,. Plusieurs de ces lycéens seront arrêtés et déportés. Peu avant la Libération, le Petit Quartier est réquisitionné par la Milice comme caserne. De nombreux résistants et juifs y sont torturés, comme les futurs écrivains Robert Giraud et André Schwarz-Bart.
Devenu lycée mixte vers 1970, le collège est ensuite supprimé à la fin des années 1980, et le bâtiment subit d'importants travaux en 1999 avec la rénovation du Petit Quartier ou Collège, de l'internat et du bloc scientifique. L'intérieur a été défiguré, ces travaux ne respectant en rien le cachet de l'édifice[Interprétation personnelle ?]. La structure même des bâtiments ayant été profondément modifiée, des lézardes inquiétantes[non neutre] sont apparues sur la façade correspondant à l'entrée principale.

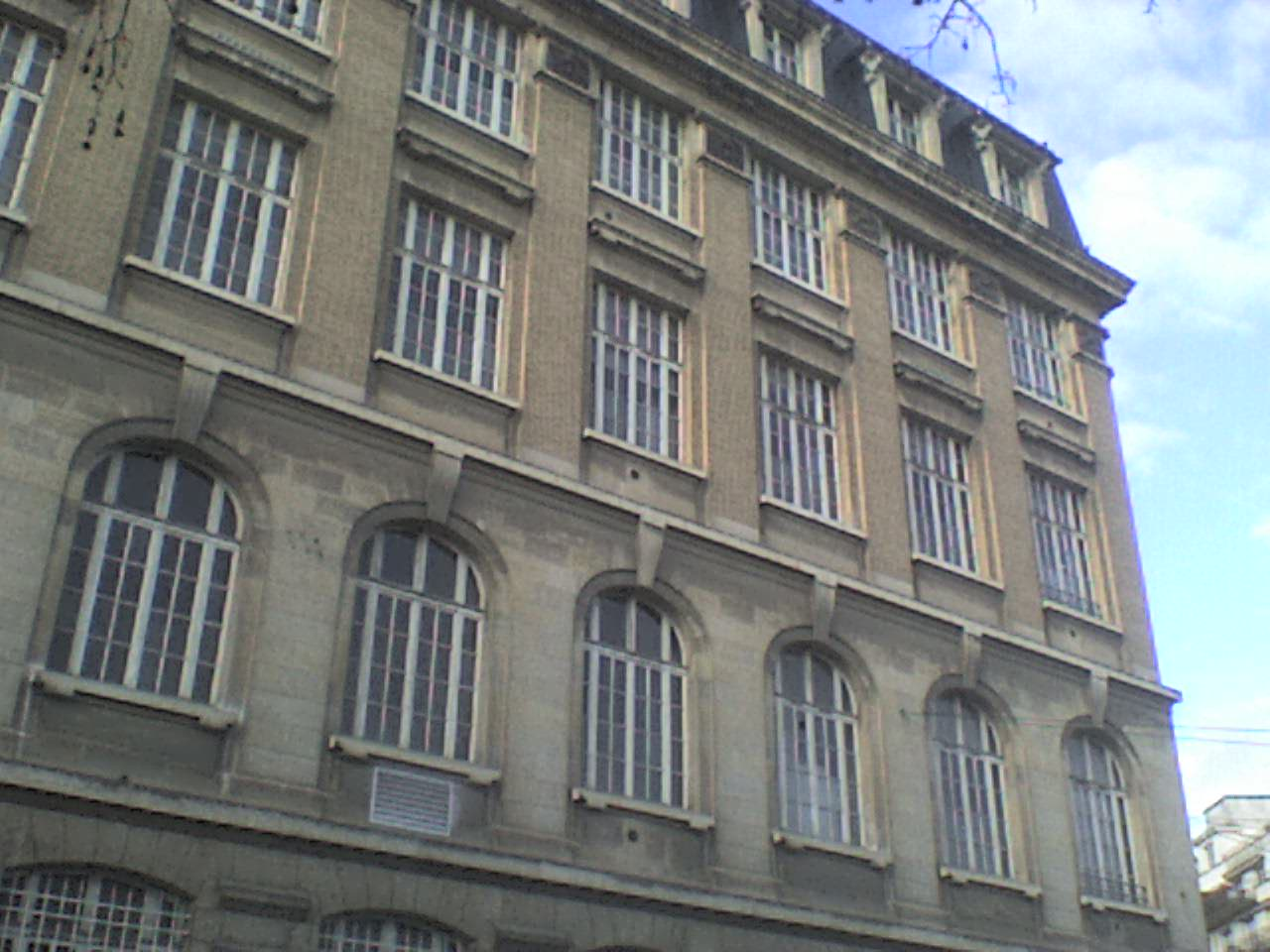
La façade du « bloc scientifique », datant des années 1930.

#### AuXXIesiècle: quelques évènements
Après une chute de pierres en 2007, et face à la grave dégradation du retable qu'elle renferme (incendies, vols...), la chapelle, qui accueillait une partie des cours d'EPS depuis 1926, subit une importante réfection depuis novembre 2008. Elle pourrait abriter à l'issue des travaux un espace destiné à des concerts ou une salle de conférences.
En 2017, une extension des secteurs inscrits aux Monuments historiques permet à la quasi-totalité du bâtiment d'être désormais protégée, puisque seuls l'ancien lycée impérial et l'aile construite dans les années 1960 échappent désormais à l'inscription.
En 2022, plusieurs associations (dont celle des Anciens), personnels et personnalités participent à l'élaboration d'un projet de rénovation, utilisation et mise en valeur de la chapelle, adressé à Alain Rousset, président de la région Nouvelle Aquitaine. Début 2023, aucune réponse n'était parvenue.

## Événements et personnages marquants

### Questions pour un champion
En 2008, le lycée est sélectionné avec 10 autres lycées français pour participer au concours télévisé Questions pour un champion Spécial Juniors, diffusé le 18 décembre 2008 (émission au cours de laquelle se sont départagés quatre candidats élèves du lycée) et le 5 janvier 2009 sur France 3. Cette émission retransmise à 20 h 35 a vu la victoire de sa représentante, Sonia Reynaud, élève de Terminale, parmi les dix autres candidats de dix lycées français.

### Littérature
De nombreux poètes et écrivains sont passés par l'établissement, comme élèves ou professeurs. Laurent Bourdelas, ancien élève, les a présentés dans son ouvrage Du pays et de l'exil - Un abécédaire de la littérature limousine, Les Ardents Éditeurs, 2008.

### Anciens professeurs
- Pierre Josset (1589-1663), jésuite, poète
- Augustin Privat-Deschanel (1821-1883), physicien
- Paul-Armand Challemel-Lacour (1827-1896), agrégé de philosophie, parlementaire
- Félix-Frédéric Hébert (1832-1918), météorologue
- Paul-Laurent Courtot (1856-1925), peintre
- Louis Beauduc (1903-1980), philosophe, proche de Vladimir Jankélévitch et Jean-Paul Sartre
- Joseph Rouffanche (1922-2017), poète (Prix Mallarmé 1984)
- Alain Corbin, historien, né en 1936
- Michel Boy, philosophe
- Marcelle Boutique, historienne
- Yves Lavalade, linguiste auteur de nombreux dictionnaires occitans (en tant que professeur)
- Sébastien Gourseyrol, compositeur et chanteur du groupe Trois Cafés gourmands

### Anciens élèves[22]

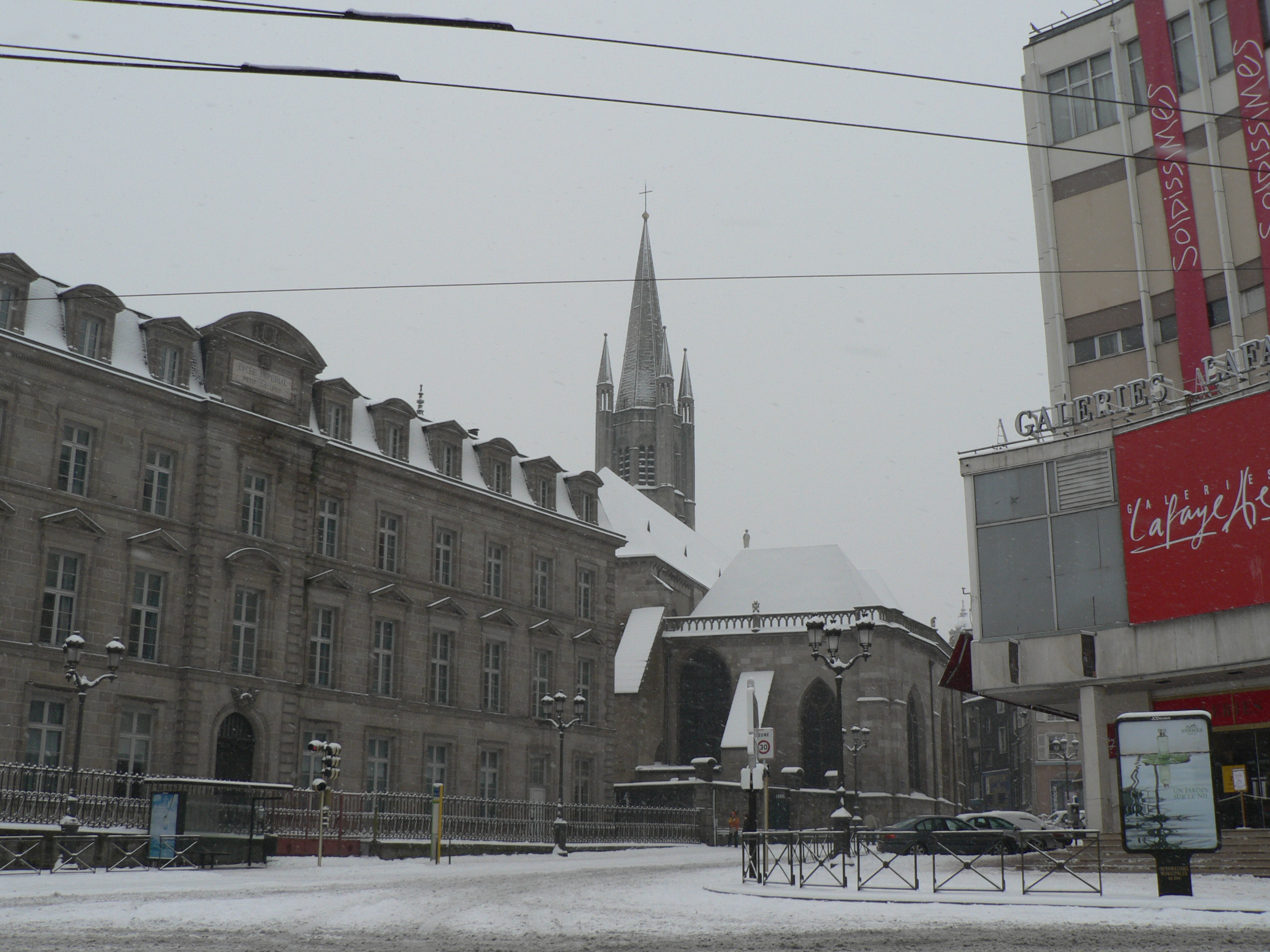
Le carrefour Tourny. À gauche le lycée.

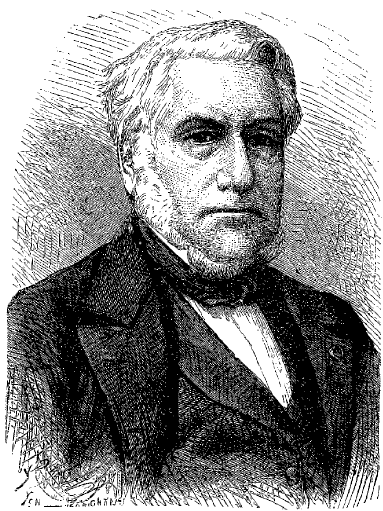
Portrait de Paulin Talabot, ingénieur actif dans le développement du chemin de fer, député, né à Limoges en 1799, est un ancien élève du lycée.

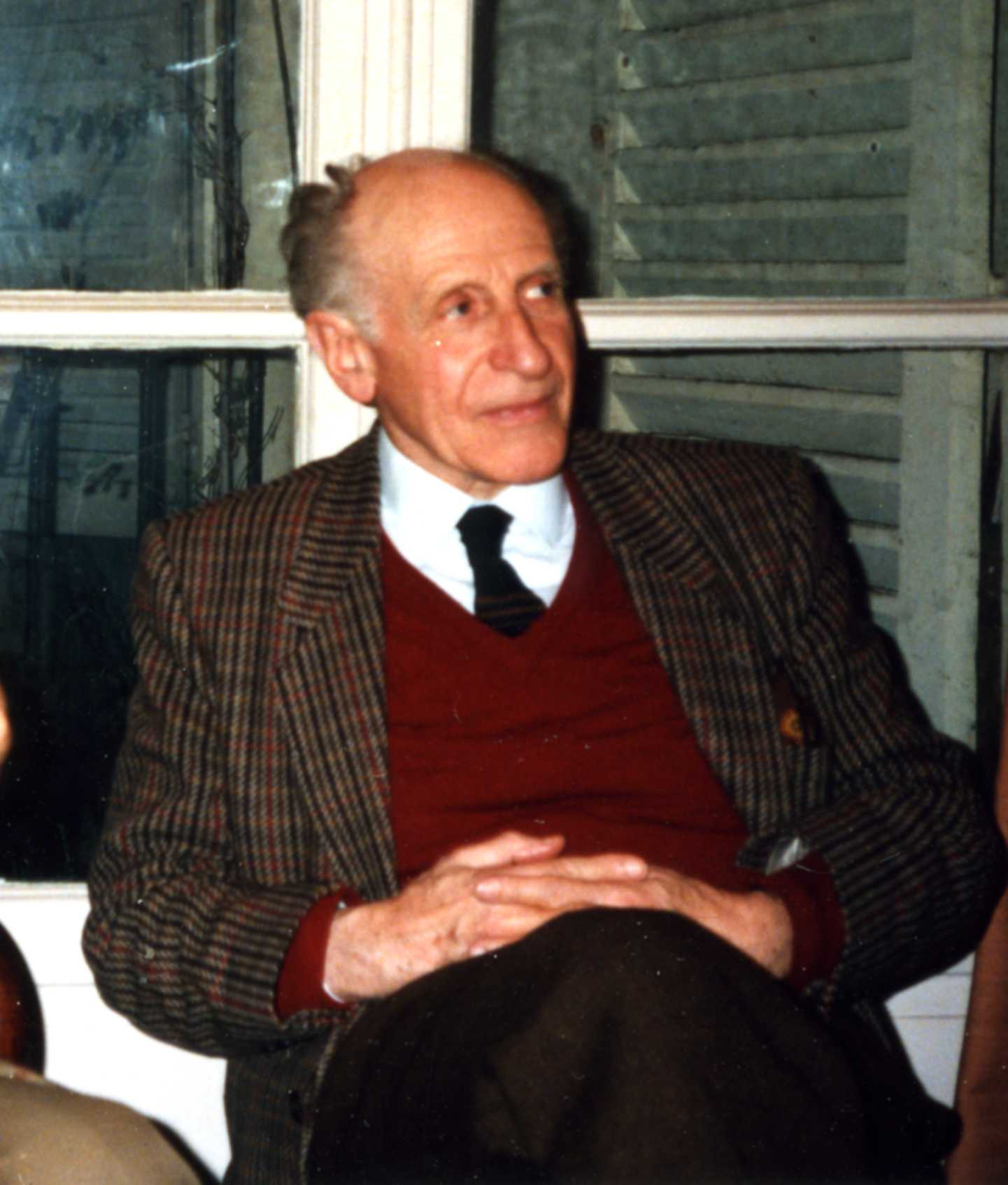
Portrait, datant de 1987, de Georges-Emmanuel Clancier, poète et romancier, né à Limoges en 1914, a étudié au lycée.

| - François Béchamel (1637-1676), jésuite, explorateur - Pierre-Martial Cibot (1727-1780), jésuite, missionnaire, savant - Jacques-Joseph Juge de Saint-Martin (1743-1824), magistrat, philosophe, agronome - Pierre-Victurnien Vergniaud (1753-1793), avocat, homme politique - Jean-Joseph de Verneilh-Puyraseau (1756-1839), homme politique français, député - Jean-Baptiste Jourdan (1762-1833), militaire, maréchal de France - Jean-Baptiste Dalesme (1763-1832), général - François Alluaud (1778-1866), fabricant de porcelaine, homme politique - Jean Cruveilhier (1791-1874), médecin - Paulin Talabot (1799-1885), ingénieur, entrepreneur dans les chemins de fer - Michel Chevalier (1806-1879), économiste, homme politique - Théodore Bac (1809 - 1865), homme politique, député - François Villegoureix (1813-1882), négociant en porcelaine - Marcellin Dussoubs (1815-1856), avoué, député - Denis Dussoubs (1818-1851), héros républicain - Adrien Dubouché (1818-1881), homme d’affaires, amateur d’art - Alfred Talandier (1822-1890), homme politique, député - Emile Montégut (1825-1895), journaliste, critique - Louis Casimir Ranson (1828-1898), homme politique, député - Joseph Brunet (1829-1891), homme politique, sénateur - Charles Haviland (1839-1921), fabricant de porcelaine - Louis Guibert (1840-1904), historien - Claude-Henri Gorceix (1842-1919), entrepreneur dans les mines au Brésil - Théodore Haviland (1842-1919), fabricant de porcelaine - Fernand Lagrange (1845-1909), médecin - Arsène d'Arsonval (1851-1940), physicien et inventeur - Gilbert Ballet (1853-1916), neurologue - Augustin Eugène Mariaux (1864-1944), militaire, gouverneur des Invalides, directeur du Musée de l'Armée (lauréat du Concours général), - Firmin Roz (1866-1957), enseignant, historien - Georges Fourest (1867-1945), poète (publié chez José Corti) - Louis Rilhac (1873-1968), médecin - André Le Gentile (1878-1966), musicien, membre du Félibrige - Francis Chigot (1879-1960), peintre de vitraux, artisan des verrières de la gare des Bénédictins - Jean Rebier (1879-1966), poète, membre du Félibrige - Charles Pierre Martial Ardant du Picq (1879-1940), général - Raoul Dautry (1880-1951), homme politique - Jean-Baptiste Lachenaud (1880-1960), contrôleur général de l’armée - André Faure (1880-1967), industriel - Fernand Lefort-Lavauzelle (1882-1968), imprimeur - Coutisson des Bordes (1885-1949), artiste peintre - Léon Delhoume (1887-1965), médecin - Alexandre Grimaud (1887-1983), notaire - Septime Gorceix (1890-1964), écrivain, historien - Emmanuel Beaulieu (1890-1971), avoué - André Thérive (1891-1967), écrivain, journaliste, critique littéraire - Jean Orabona (1893-1972), ingénieur - Antoine Perrier (1893-1984), professeur - René Vaubourdolle (1894-1979), éditeur de textes littéraires - Simon Arbellot de Vacqueur (1897-1965), journaliste, écrivain - Martial Valin (1898-1980), général, compagnon de la Libération - Jean Piatte (1900-1984), général - Gilbert Bugeac (1901-1976), résistant, Compagnon de la Libération - Aimé Perpillou (1902-1976), enseignant, géographe - Gaston Charlet (1902-1976), avocat, homme politique - Louis Beauduc (1903-1980), professeur de philosophie - Pierre Jourdan (1903-1969), médecin - Louis Robert (1904-1985), enseignant, historien - Fernand Tesson (1906-?), ingénieur - André Cousty (1907-1990), général - André Chassaing (1908-1992), inspecteur général P&T - Charles Roumagnac (1909-1996), ancien secrétaire à la Présidence de la République - Henri Vicariot (1910-1986), architecte | - Robert Margerit (1910-1988), écrivain - André Meynieux (1910-1968), traducteur de Pouchkine - Paul Chanson (1911-1970), ingénieur - Jean-Marie-Amédée Paroutaud (1912-1978), avocat, professeur à l'université de Limoges et écrivain - André Ferré (1912-1990), général - Raymond Couraud (1913-1971), avocat et archéologue - Michel Sapanet (1913-1994), professeur de lettres - René Lamigeon (1913-2008), industriel - René Regaudie (1908-2000), Homme Politique - Louis Longequeue (1914-1990), ancien maire de Limoges - Georges-Emmanuel Clancier, écrivain, né en 1914 - Henri Malabre (1914-1982), médecin - Raphaël Touze (1915-1997), ambassadeur - Henri Charliac (1915-1998), magistrat - Jean Charbonniéras (1916-2009), industriel - Robert Vergnaud, ancien président d’Air Inter, né en 1918 - Jean Joyet (1919-1994), peintre, graveur, lithographe et sculpteur français de l'École de Paris - Marcel Bonnecarrère, directeur d'administration, né en 1919 - Jean Levet (1919-2006), directeur des Impôts - Jean Plaud (1920-1996), professeur de lettres - Gabriel Veyriras (1921-1991), médecin - Robert Giraud (1921-1997), poète et écrivain - Robert Laucournet, (1921-2008) homme politique - Roland Dumas, ancien ministre des Affaires étrangères et ancien président du Conseil constitutionnel, né en 1922 - Joseph Rouffanche (1922-2017), poète - Marcel Marceau (1923-2007), mime, acteur - Gabriel Blancher (1923-2004), médecin - Edmond Malinvaud, économiste, ancien directeur général de l’INSEE, né en 1923 - Pierre Descoutures, directeur SNCF, né en 1923 - Maurice Vouzelaud, professeur de lettres, né en 1924 - Guy Chambon, professeur de sciences économiques, né en 1925 - Georges Pont, magistrat, né en 1925 - Albert Nicolas, médecin, né en 1925 - Paul Rebeyrolle (1926-2005), artiste peintre - Maurice Leblanc (1927-2010), magistrat - Simon Schwarzfuchs, rabbin, historien, professeur émérite d’histoire juive à l’université Bar-Ilan, né en 1927 - Lazare Landau (1928-2012), historien et professeur à l'université de Strasbourg - Pierre Orabona (1928-1998), médecin - Pierre Vayre, chirurgien, né en 1929 - Bernard Lathière (1929-1997), haut fonctionnaire, PDG d'Airbus - Jean Gandois, industriel et président du CNPF, né en 1930 - Robert Savy, ancien président du conseil régional du Limousin, né en 1931 - Michel Lafon, ingénieur général des télécommunications, né en 1931 - Pierre Bézard, magistrat, né en 1932 - Claude-Gilbert Dubois, professeur d'université, né en 1933 - André Lewin (1934-2012), ambassadeur - Jean-Claude Vareille (1935-1994), professeur d'université - Claude Bébéar, homme d'affaires et fondateur de l'Institut Montaigne, né en 1935 - Michel Lis, journaliste, né en 1937 - Guy Roux, entraîneur sportif (a été surveillant au Lycée Gay-Lussac), né en 1938 - Tristan d'Albis, ambassadeur, né en 1938 - Pierrette Fleutiaux, écrivain, née en 1941 - Jean Baubérot, historien, né en 1941 - Raymond Archer, Président du Groupe UMP au Conseil Régional, professeur de sciences économiques, né en 1942 - Jean-Jacques Pascal, préfet, directeur des Renseignements généraux puis de la Direction de la surveillance du territoire, né en 1943 - Michèle Gendreau-Massaloux, universitaire, haut fonctionnaire, née en 1944 - Nicole Ferrier-Caverivière, universitaire, haut fonctionnaire, née en 1945 - Gérard Frugier, poète et bibliophile, né en 1945 - Jean Colombier, écrivain (Les Frères Romance, Prix Renaudot 1990), né en 1945 - Alain Coldefy, amiral, né en 1946 - Alain Vircondelet, écrivain, né en 1947 - Gérard Vandenbroucke (1948-2019), homme politique - Thierry Despont (1948-2023), architecte - Pierre Bergounioux, écrivain, né en 1949 - Alain Marsaud, ancien député, conseiller général, ancien magistrat, né en 1949 - Jean-Marc Gabouty, sénateur UDI de la Haute-Vienne, né en 1949 - Émile-Roger Lombertie, Maire Les Républicains de Limoges né en 1951 - Patrice Carmouze, journalise, animateur de radio et télévision, né en 1951 - Michel Bernardaud, fabricant de porcelaine, né en 1957 - Catherine Malabou, philosophe, née en 1959 - Lionel Champeaud, industriel, né en 1960 - Laurent Bourdelas, historien et écrivain, né en 1962 - Agnès Clancier, écrivain, née en 1963 - Vincent Perrot, animateur de radio et télévision, né en 1965 - Philippe Grandcoing, historien né en 1968 - David Lisnard, maire de Cannes, né en 1969 - Marie-Noëlle Agniau, poète, philosophe, née en 1973 - Bamby, chanteuse, née en 1991 |

### Association des anciens élèves
Elle a été créée le 25 juillet 1867 ; elle a donc été centenaire en 1967 ; elle va fêter son 150e anniversaire en 2017.
Le 1er banquet annuel de l'Association des anciens élèves, en 1936, a été présidé par Raoul Dautry, alors Directeur général des Chemins de fer de l’État.
Liste des présidents de l'Association des anciens élèves : 
- 1867-1875 : Aimé Mallevergne, avocat
- 1875-1880 : Adolphe Jouhanneaud, avocat
- 1880-1882 : Elie Lemas, inspecteur d’académie
- 1882-1885 : Jean-Baptiste Chamiot, avocat
- 1885-1888 : Pierre Montaudon
- 1888-1890: Jean-Baptiste Chamiot, avocat
- 1890-1900 : Pierre Montaudon
- 1900-1908 : Charles Henry
- 1908-1912 : Alfred Chaisemartin
- 1912-1919 : Frédéric Villemaud
- 1919-1930 : René Guillemot
- 1930-1934 : Charles Pierre Martial Ardant du Picq, général
- 1934-1945 : Alexandre Grimaud, notaire
- 1945-1953 : Jean Orabona, directeur des tabacs
- 1953-1961 : Emmanuel Beaulieu, avoué
- 1961-1989 : Charles Roumagnac, trésorier payeur général
- 1989-1993 : Robert Vergnaud, ancien directeur d’Air Inter
- 1993-2006 : Albert Nicolas, médecin
- 2006-2014 : Pierre-Marc Lachaud, directeur dans l’administration
- 2014-2018 : Jean-Pierre Levet, universitaire
- 2018-2022 : Danièle Bonneau
- 2022-2024 : Jean-Christophe Allio
- depuis 2024 : Élisabeth Cassagnolle

Depuis janvier 2016, l'association des anciens élèves organise les Rencontres de Gay-Lussac, avec des personnalités d'envergure, animées par Laurent Bourdelas. C'est Mona Ozouf qui a inauguré ce cycle de conférences.

### La Maison des Lycéens
La Maison des Lycéens (MDL) est une association entièrement gérée par les lycéens, créée en 2012.
L'association met en place divers clubs et ateliers auxquels chaque lycéen adhérent de la MDL peut participer. Elle organise avec le Conseil de la Vie Lycéenne la Semaine des Arts (la semaine précédant les vacances de printemps consacrée à la musique, au théâtre, à la danse, etc.) et le bal des Terminales. Elle a également la responsabilité de certains aménagements comme la salle informatique (la salle 107), les machines à café, les photos de classes ainsi que le foyer.
Liste des présidents de la Maison des Lycéens :
- 2012-2014 : Charles Godillot
- 2014-2015 : Marin Ducoux
- 2015-2016 : Sacha Rousseaux
- 2016-2017 : Lina Favalessa
- 2017-2018 : Matthias Roy
- 2018-2019 : Salomé Lafontaine
- 2019-2021 : Mathias Faugeras
- 2021-2022 : Noa Deloustal

### Traditions

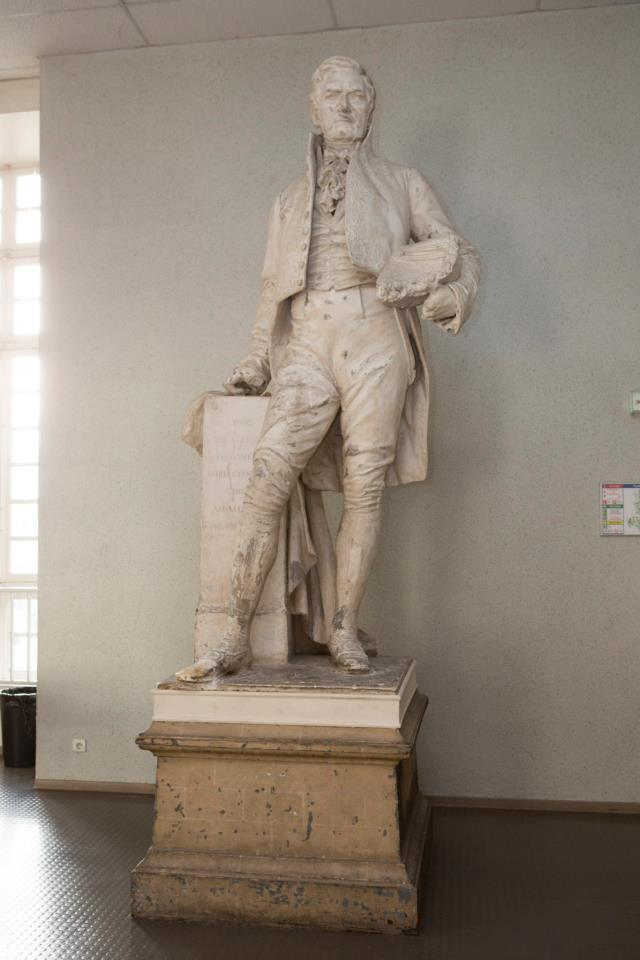
Statue de Gay-Lussac.

Une tradition veut que les élèves du lycée doivent toucher le pied droit de la statue de L.J. Gay-Lussac, située dans le hall du même nom, afin de réussir leur bac.
Chaque année, le lycée organise sa « semaine des arts », la semaine précédant les vacances de Pâques. Durant les 4 jours, les élèves proposent les réalisations qu'ils ont faites durant les années dans les différents clubs du lycée. Sont aussi admis les groupes de musique dont des membres sont scolarisés au lycée.

## Architecture
La façade a été réalisée par Joseph Brousseau, architecte du palais épiscopal de l'Évêché, devenu musée.

## Enseignement

### Liste des proviseurs (proviseur ou principal, selon l’époque)
Liste non exhaustive,,.
- directeur en 1536 			: M. Pierre Pomier (Pierre Pomeranus)
- directeur en 1540 			: M. Etienne Groulaud
- directeur en 1553 			: François Veyriaud
- directeur en 1568 			: M. Antoine de Brion
- directeur en 1583-1593 		: M. Guillaume Malherbaud
- directeur en 1597 			: M. Cibot
- recteur, août 1598-1603 		: M. François Solier
- recteur, 1603-1606 			: M. Jean Deschamps
- recteur, 1606-1608 			: M. François Solier (pour la 2e fois)
- recteur, 1608-mai 1611 		: M. Laurent Aubery
- recteur, juin 1611-août 1616 		: M. Michel Ponson
- recteur, septembre 1616-septembre 1619 : M. Claude Chambon
- recteur, octobre 1619-juillet 1623 	: M. Pierre Pyrard
- recteur, août 1623-août 1628 		: M. Jean d’Estrades
- recteur, septembre 1628-juin 1632 	: M. Pierre de la Brangélie
- recteur, juillet 1632-novembre 1636 	: Emmanuel Martel
- recteur, décembre 1636-septembre 1640 : M. François Penot
- recteur, octobre 1640-mai 1644 	: M. Louis Milsonneau
- recteur, juin 1644-mars 1647 		: M. Etienne Saige
- recteur, avril 1647-avril 1650 	: M. Nicolas du Sault
- recteur, mai 1650-mai 1653 		: M. Pierre Pyrard (pour la 2e fois)
- recteur, juin 1653-mars 1656 		: M. Henri Gombaud
- recteur, avril 1656-janvier 1660 	: M. Jean-Jacques Cloche
- recteur, février 1660-juin 1663 	: M. François Cadreils
- recteur, juillet 1663-septembre 1666 	: M. Claude Texier
- recteur, octobre 1666-septembre 1669 	: M. Jean Lachaud
- recteur, octobre 1669-1672 		: M. Pierre Lavandier
- recteur, 1672-1675 			: M. Jean Fontaine
- recteur, 1675-1676 			: M. Jean Bonnet
- recteur, 1676-février 1677 		: M. Antoine Redon
- recteur, mars 1677-juin 1680 		: M. Jean Surin
- recteur, juillet 1680-octobre 1683 	: M. Jean Bomier
- recteur, novembre 1683-août 1686 	: M. Charles de Verneuil
- recteur, septembre 1686-janvier 1691 	: M. Léonard de Verneuil
- recteur, février 1691-janvier 1694 	: M. Marc-Antoine Cochepin
- recteur, février 1694-juillet 1697 	: M. François Coudré
- recteur, août 1697-août 1700 		: M. Antoine Ducros
- recteur, septembre 1700-octobre 1703 	: M. Jean Jouhenneau
- recteur, novembre 1703-décembre 1706	: M. François Lemaye
- recteur, janvier 1707-avril 1710	: M. Jean Gruyer
- recteur, mai 1710-juillet 1713	: M. Pierre Lorais
- recteur, août 1713-décembre 1716	: M. Pierre Bridonneau
- recteur, janvier 1717-février 1718	: M. Antoine Milauges
- recteur, mars 1718-juin 1721		: M. Jean Massiat
- recteur, juillet 1721-juillet 1724	: M. Charles-Antoine Gesmond
- recteur, août 1724-août 1727		: M. Joseph Diousidon
- recteur, septembre 1727-février 1728	: M. Jean Pigornet
- recteur, mars 1728-août 1731		: M. Antoine Quincann
- recteur, septembre 1731-août 1734	: M. Guillaume Robin
- recteur, septembre 1734-octobre 1737	: M. Léonard Eyriaud
- recteur, novembre 1737-novembre 1740	: M. Gabriel Lacroix
- recteur, décembre 1740-juillet 1744	: M. Jacques Fromental
- recteur, août 1744-1747		: M. Pierre Loyard
- recteur, 1747-1751 			: M. Simon Périgord
- recteur, 1751-septembre 1757 		: M. Pierre Desdoit
- recteur, octobre 1757-1761 		: M. Henri de Courrèges
- recteur, 1761-1762 			: M. Ignace-Jean Fouscher
- de 1763 à 1782 : M. Jean Pouyat[25]
- en 1782 : M. Jean-Baptiste Vitrac
- de 1782 à 1791 : M. Pierre Martin
- en 1791 : M. Jean-Baptiste Foucaud
- de 1791 à 1792 : M. Dubois
- de 1792 à 1804 : (pas de principal ?)
- de 1804 à 1808 : M. Hyacinthe de Gaston
- de 1808 à 1814 : M. Emmanuel Dissez
- de 1814 à 1815 : M. Payen
- en 1815 : M. Garnereau
- de 1815 à 1816 : M. Goumot
- en 1816 : M. Henriot
- de 1816 à ? : M. Creuzenet
- de ? à 1833 : M. Alazard
- de 1833 à ? : M. Bosredon
- de ? à 1848 : M. Aubertin
- de 1848 à ? : M. Mouillaud
- de ? à 1851 : M. Chabert
- de 1851 à ? : M. Favert
- de 1868 à 1873 : M. Riquier
- de 1873 à 1878 : M. Richaud
- de 1878 à 1880 : M. Lemoigne
- de 1880 à 1884 : M. Tabouroux
- de 1884 à 1895 : M. Subé
- de 1895 à 1901 : M. Marchal
- de 1901 à 1902 : M. Albert Port
- de 1902 à 1911 : M. Edouard Portier
- de 1911 à 1915 : M. Paul Bruet
- de 1915 à 1922 : M. Jean-Baptiste Dessirier
- de 1922 à 1934 : M. Ernest Dupuis
- de 1934 à 1937 : M. Jean Jacob
- de 1937 à 1938 : M. Jean Reyreaud
- de 1938 à 1944 : M. Joseph Storck
- en 1939 : M. Gabriel Lagorsse (remplaçant M. Storck, mobilisé)
- de 1944 à 1945 : M. Bernard Lavignes (chargé des fonctions de proviseur)
- de 1945 à 1953 : M. Henri Liotier
- de 1953 à 1954 : M. Alphonse Guerlach
- de 1954 à 1961 : M. Jacques Lachenaud
- de 1961 à 1985 : M. André-Pierre Deschamps
- de 1985 à 1990 : M. Michel Daubet
- de 1990 à 2004 : Mlle Renée Longeanie
- septembre 2004 - janvier 2012 : Mme Gisèle Le Bloa-Tarnot
- janvier 2012 - septembre 2012 : Mme Nadine Bahuon
- de 2012 à 2017 : M. Jean-Christophe Torres
- de 2017 à 2020 : M. Franck Damay
- de 2020 à 2023 : M. Didier Leroy-Lusson
- de 2023 - de 2024 : Jean-Marc Colombeau
- février 2024 - août 2024 : Mme Delphine Nicolas (par intérim)
- de 2024 à 2025 : Mme Pauline Deville (par intérim)
- depuis 2025 : M. Jean-Marc Colombeau

### Effectifs
Le lycée emploie 132 professeurs en 2018.
À la rentrée 2010, 1 348 élèves suivaient des cours au lycée Gay-Lussac (1 418 en 2008-2009), dans 33 classes ainsi que dans les classes préparatoires. La répartition se fait ainsi :
- 2nde : 367 élèves (321 en 2008), sur 11 classes (10)
- 1re : 349 élèves (369), sur 11 classes (12)
- Tle : 296 élèves (346), sur 11 classes (11)
- Classes prépa : 334 élèves (382), dont 153 (199) en 1re année et 181 (182) en 2e année.

À la rentrée 2017, 1 619 élèves suivaient des cours au lycée Gay-Lussac, dans 39 classes ainsi que dans les classes préparatoires. La répartition se fait ainsi :
- 2nde : 415 élèves, sur 12 classes
- 1re : 458 élèves, sur 14 classes
- Tle : 397 élèves, sur 13 classes
- Classes prépa : 349 élèves, dont 156 en 1re année et 193 en 2e année.

Dont au total 870 filles et 749 garçons.

### Disciplines
En plus du français, les langues enseignées sont : l'anglais, l'allemand, l'espagnol, l'italien, le portugais, le russe et l'arabe. Pour les deux dernières, seulement en classes préparatoires.
Pour les classes de seconde, les enseignements d’exploration proposés sont : SES et au choix : italien, portugais, latin, grec, littérature et société, MPS, cinéma et audiovisuel, musique, ICN, sciences et laboratoire ou science de l’ingénieur.
Le lycée propose un enseignement en CPGE (Classes préparatoires aux grandes écoles, "Prépa") :
- MPSI : (Mathématiques, physique et sciences de l'ingénieur)
- PCSI : (Physique, chimie, sciences de l'ingénieur)
- MP2I : (Mathématiques, physique, informatique et sciences de l'ingénieur)
- Classes préparatoires littéraires (khâgne/hypokhâgne)
- Classes préparatoires économiques et commerciales

### Classements
En 2017, le lycée se classe 12e sur 13 au niveau départemental quant à la qualité d'enseignement, et 1761e au niveau national. Le classement s'établit sur trois critères : le taux de réussite au bac, la proportion d'élèves de première qui obtient le baccalauréat en ayant fait les deux dernières années de leur scolarité dans l'établissement, et la valeur ajoutée (calculée à partir de l'origine sociale des élèves, de leur âge et de leurs résultats au diplôme national du brevet).
Classements des CPGE
Le classement national des classes préparatoires aux grandes écoles (CPGE) se fait en fonction du taux d'admission des élèves dans les grandes écoles.
En 2015, L'Étudiant donnait le classement suivant pour les concours de 2014 :
| Filière | Élèves admis dans une grande école* | Taux d'admission* | Taux moyen sur 5 ans | Classement national | Évolution sur un an |
| --- | ----------------------------------- | ----------------- | -------------------- | ------------------- | ------------------- |
| ECS | 0 / 25 élèves                       | 0 %               | 2 %                  | 95eex-æquo sur 95   | 51                  |
| Khâgne A/L | 0 / 32 élèves                       | 0 %               | 1 %                  | 41eex-æquo sur 41   | 27                  |
| MP / MP* | 1 / 32 élèves                       | 3 %               | 2 %                  | 55e sur 114         | 6                   |
| PC / PC* | 3 / 41 élèves                       | 7 %               | 3 %                  | 30e sur 110         | 80                  |
| PSI / PSI* | 1 / 36 élèves                       | 3 %               | 2 %                  | 74e sur 120         | 46                  |
| Source : Classement 2015 des prépas - L'Étudiant (Concours de 2014). * le taux d'admission dépend des grandes écoles retenues par l'étude. En filières ECE et ECS, ce sont HEC, ESSEC, et l'ESCP. Pour les khâgnes, ce sont l'ENSAE, l'ENC, les 3 ENS, et 5 écoles de commerce (HEC, ESSEC, ESCP, EM Lyon et EDHEC). En filières scientifiques, ce sont un panier de 11 à 17 écoles d'ingénieurs qui ont été retenus selon la filière (MP, PC, PSI, PT ou BCPST). |                                     |                   |                      |                     |                     |